# تنس الريشة في ألعاب الكومونولث 2022
تنس الريشة هي إحدى الرياضات المتنافس عليها في ألعاب الكومنولث 2022 ، و التي أقيمت في برمنغهام في إنجلترا . تعد هذه الجولة الخامسة عشر لتنس الريشة في دورة ألعاب الكومنولث منذ إدراجها في عام 1966 ، والثانية داخل إنجلترا على وجه التحديد.
تقام المنافسة بين 29 يوليو و 8 أغسطس 2022 ، وتوزع على ستة منافسات.  

## الجدول
جدول المنافسات كما يلي:  
| المباريات التمهيدية (دوري المجموعات)       |
| دور الستة عشر                              |
| الدور ربع النهائي                          |
| الدور نصف النهائي                          |
| مباراة الميدالية البرونزية (المركز الثالث) |
| مباراة الميدالية الذهبية (المركز الأول)    |
| ------------------------------------------ |

## المكان
ستقام منافسات تنس الريشة في المركز الوطني للمعارض في سوليهول.بجانب خمسة رياضات أخرى وهي الملاكمة و كرة الشبكة ،و ألعاب القوى و تنس الطاولة و رفع الاثقال.

## المؤهلات (للفرق المختلطة)
يمكن لجميع الدول إشراك من يريدون ( عموما تبدأ من خمسة رجال وخمسة نساء فأكثر ). في المنافسات الفردية و الزوجية.
بالاضافة إلى أن ستين دولة يحق لها المشاركة في منافسات الفرق المختلطة ; وتتبع المناطق الممثلة على الأقل لأربع من مناطق اتحاد ألعاب الكومونولث ، و الحد الأدنى للدخول يبدأ من رجلين أو امرأتين في الفريق الواحد.ويتم تأهلهم بحسب الآتي :
1. الدولة المستضيفة.

2. الدول الأعلى تصنيفاً للاتحاد العالمي لكرة الريشة.ففي الأول من فبراير 2022 بإستثناء الدولة المستضيفة تم جمع اللاعبين الاعلى ترتيباً في كل من التصنيفات الفردية الخمسة لتحديد التصنيف العالمي.
3. تستلم دولة واحدة لم يتم تاهلها بالفعل دعوة ثنائية من اتحاد ألعاب الكومونولث و الاتحاد العالمي لكرة الريشة.
على عكس الرياضات الأخرى التي تعمل بنظام التأهيل. في تنس الريشة بغض النظر عن تأهل الفريق المختلط يحضر اللاعبون المختارون بالحصص المخصصة المفتوحة لدولتهم.

## الدول المشاركة
كان هناك 29 جمعية بارزة من جمعيات ألعاب الكومونولث(CGA's) في تنس الريشة باجمالي 151 رياضي ( 78 رجل و 73 امراة).